# Hiroya Oku
Hiroya Oku (奥 浩哉 Oku Hiroya, 16 de septiembre de 1967, Fukuoka) es un mangaka japonés, creador de obras como Hen, Zero One, Gantz, Me~teru no Kimochi, Yume Onna, Inuyashiki y recientemente GIGANT.
Sus mangas comúnmente contienen violencia explícita y sangre, así como situaciones sexuales ligeras.

## Trabajos

### Hen
Hay dos series de Hen; la primera, con kanji, duró 13 volúmenes, los tres primeros son una colección de historias cortas, y las demás una comedia romántica en la que los dos personajes principales son hombres. Las historias cortas luego fueron reeditadas como "Aka" y "Kuro".
La segunda serie, de 8 volúmenes, con el título en rōmaji, es una comedia romántica donde los personajes principales son mujeres.

### Zero One
Publicada en 1999-2000, consta de solo tres volúmenes, acerca de un torneo de videojuegos. No fue del todo exitosa y fue terminada abruptamente.

### Gantz
Es su obra más exitosa. Fue adaptada al anime por el estudio Gonzo en una serie de 26 episodios con un final no fiel a la saga, debido al alto contenido de violencia y escenas explícitas no siguieron con el proyecto. Además Hiroya Oku aún estaba financiando su manga, en un momento hasta pensó camuflar publicidad en el manga, lo que posteriormente fue descartado. Este abrupto final fue mal recibido por los fanes del manga y aparentemente solo hizo que un pequeño grupo de personas se interesara por el manga para saber el verdadero final de esta serie. Actualmente posee 37 volúmenes y está finalizada, su versión española fue publicada por Glénat (tomos 1-32), EDT (tomo 33) y Panini Manga (tomos 1-37). Finalizada con 383 capítulos: La primera fase consta de los primeros 237 capítulos, mientras que la segunda finalizó en el capítulo 303. La tercera fase de Gantz, la fase final, finalizó en el capítulo 383, el cual fue publicado el 20 de junio de 2013 con una edición especial.

### Me~teru no Kimochi
Compiló tres volúmenes a lo largo de veintiocho capítulos. Trata de un hikikomori que se enamora de su madrastra, que acaba de quedar viuda.

### Yume Onna
El 5 de diciembre de 2013 publicó con el guion de Hideo Yamamoto (autor de Homunculus y Koroshiya Ichi) un one-shot con el nombre de Yume Onna (su traducción en español sería: Mujer Sueño) en la revista japonesa Kodansha.

### Inuyashiki
El 28 de enero de 2014 fue serializado en la revista Evening de la editorial Kōdansha desde enero de 2014. Para abril de 2016, han sido publicados 6 volúmenes en formato tankōbon. La división americana de Kodansha ha publicado la historia en inglés. En octubre de 2016 fue anunciada la adaptación del manga a una serie de anime para televisión, producida por los estudios MAPPA y emitida desde el 12 de octubre de 2017 en el segmento Noitamina de Fuji TV , el 10 de abril de 2018 se estrenó la película de acción real en el Festival de cine de fantasía de bruselas .

### GIGANT
Gigant está escrita e ilustrada por Hiroya Oku. La serie debutó en a revista Big Comic Superior de Shogakukan el 8 de diciembre de 2017.1 En agosto de 2020, fue anunciado que el manga había entrado a su arco final.2 Shogakukan ha compilado los capítulos en volúmenes individuales en formato tankōbon. El primer volumen fue publicado el 30 de mayo de 2018. El 28 de diciembre de 2021 fue publicado el volumen final. Actualmente la versión latinoamericana consta de 10 tomos, esta completa y publicada por la Editorial Ivrea Argentina.

## Curiosidades
- Hiroya Oku dibujó para un concurso de manga la primera de las historias cortas de Hen a los 21 años (1988), la cual tiene una gran cantidad de tramas y juegos de luz, dándole asimismo realismo al dibujo. Una vez terminado para el evento ganó el segundo lugar en el 19th Youth Manga Awards de 1988, bajo el seudónimo de Yahiro Kuon.
- Además fue el primero en dibujar la "trayectoria" trazada por los pezones para expresar el movimiento de los senos y a partir de ahí muchos autores Hentai utilizaron esta invención.
- También tiene la afición de dibujar perros.
- Hace su aparición con su nombre real en el manga Hen como el mejor amigo de Yūki Sato (uno de los protagonistas) tanto en la primera serie como en la segunda.
- En uno de los últimos capítulos de Me teru no Kimochi, se revela que este, Gantz y las dos series de nombre Hen se desarrollan en un mismo universo ficticio.
- Ha declarado que sus películas favoritas son Die Hard y Back to the future, siendo esta última una gran inspiración para su manga más exitoso, Gantz, ya que dice que le impresionó bastante esta película, en el sentido, de que como Spielberg, fue más allá e hizo cosas impensables, en Hollywood, como la tecnología usada en Back to the future, algo impensable en el tiempo en que se creó la película.
- En el manga Zero One aparece Chizuru Yoshida como asistente IA del juego MBZ de un mundo alternativo del año 2028.